# Азовське (Мелітопольський район)
Азо́вське (до 1968 — Гор́іле) — колишнє село на території колишнього Якимівського району (нині — Мелітопольського району) Запорізької області, що розташовувалося на узбережжі Азовського моря. Станом на 1987 рік чисельність населення становила — 1,7 тис. осіб.

## Географія
Село Азовське розташовувалося на півострові, який утворений двома лиманами, Утлюцьким та Молочним за 0,5 км від селища Кирилівка поруч із Федотовою косою. Відстань до районного центру становить близько 54 км і проходить автошляхом Т 0820.

## Історія
Станом на 1886 рік у селах Охрімівської волості Мелітопольського повіту Таврійської губернії:
- Кирилівка — мешкало 717 осіб, налічувалося 93 дворів;
- Горіле (Азовське) — мешкало 1561 осіб, налічувалося 189 дворів, існували православна церква, 3 лавки.

1968 року село Горіле отримало назву — Азовське.
2004 року село Азовське увійшло до складу селища Кирилівка. Того ж року Постановою Верховної Ради України село ліквідовано як окремий населений пункт.